# Ȍ
Az Ȍ (kisbetűs alakja: ȍ), kiejtve O dupla tompa ékezettel, egy olyan graféma, melyet a horvát és szlovén költészetben használnak. A betű részei az O és a kettős tompa ékezet.

## Használata
A szerbhorvát és a szlovén nyelvben a ȍ-t akkor használják, ha azt rövid, süllyedő hangszínhez kapcsolják. mivel a hanglejtést ezekben a nyelvekben általában nem jelzik, az ȍ leginkább a nyelvtankönyvekben és a szótárakban bukkan fel.

## Megjelenítés
Az O kettős tompa ékezettel a következő kódolással szerepel a Unicode-ban:
- Előre összeállítva (Alap latin, diakritikus jelek):

| Fajta    | Megjelenítés | Kódolása | Leírása                            |
| -------- | ------------ | -------- | ---------------------------------- |
| Nagybetű | Ȍ            | U+020C   | Nagy o betű kettős tompa ékezettel |
| Kisbetű  | ȍ            | U+020D   | Kis o betű kettős tompa ékezettel  |

## Fordítás
Ez a szócikk részben vagy egészben  a(z)   Ȍ című francia Wikipédia-szócikk ezen változatának fordításán alapul.  Az eredeti cikk szerkesztőit annak laptörténete sorolja fel. Ez a jelzés csupán a megfogalmazás eredetét és a szerzői jogokat jelzi, nem szolgál a cikkben szereplő információk forrásmegjelöléseként.

## Bibliográfia
- (angolul) Michael Everson, « Croatian », The Alphabets of Europe, 2001. (copie en ligne)

## Lásd még
- Latin ábécé
- O